# Tennstopet

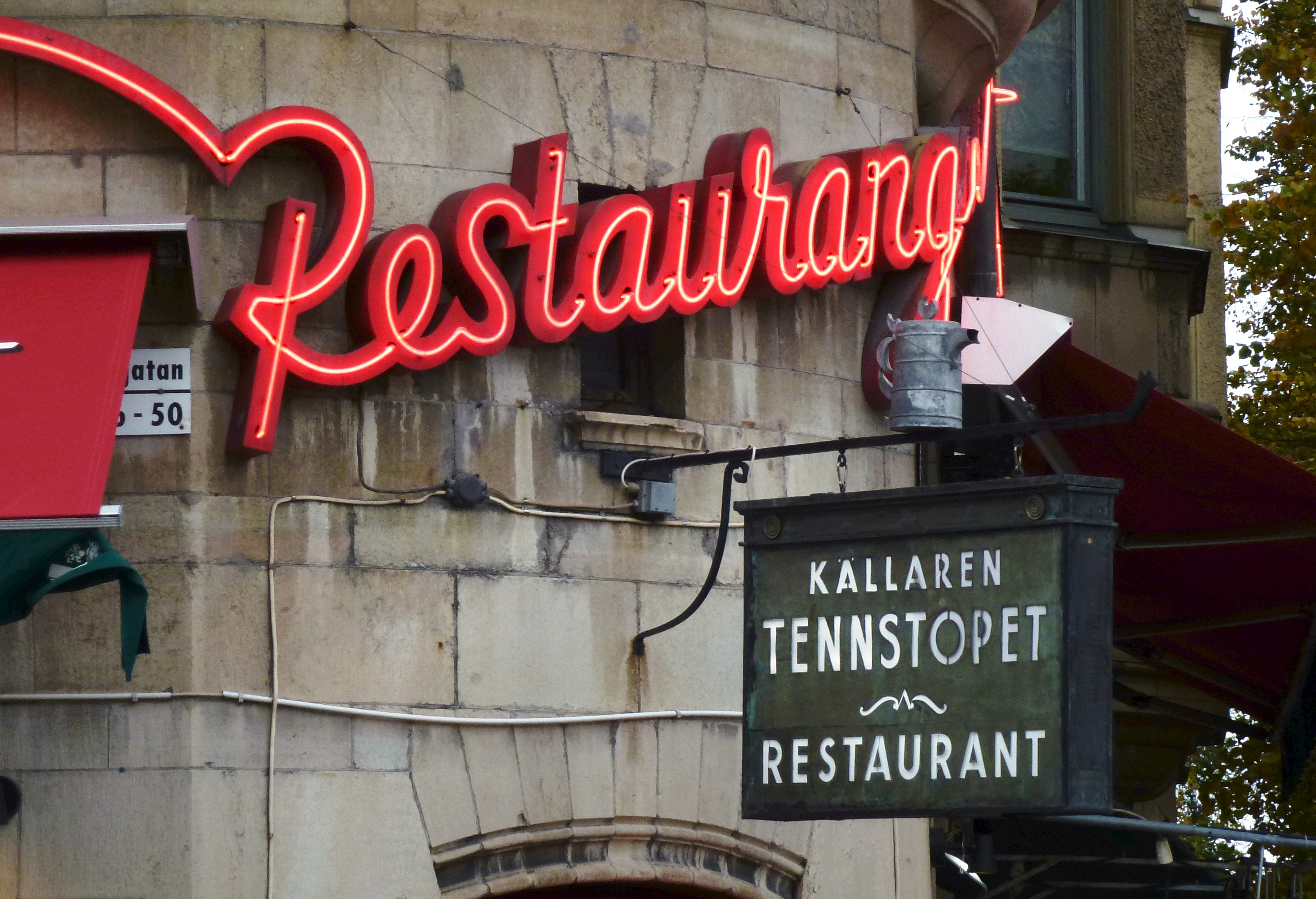
Restaurang "Källaren Tennstopet", 2014.

Tennstopet är en restaurang i Vasastaden vid Dalagatan 50, Stockholm. Allt sedan sin tidigare adress i Klarakvarteren har den varit en mötesplats för journalister, författare och andra kulturpersonligheter.

## Historik

### Tennstopet, Klarakvarteren

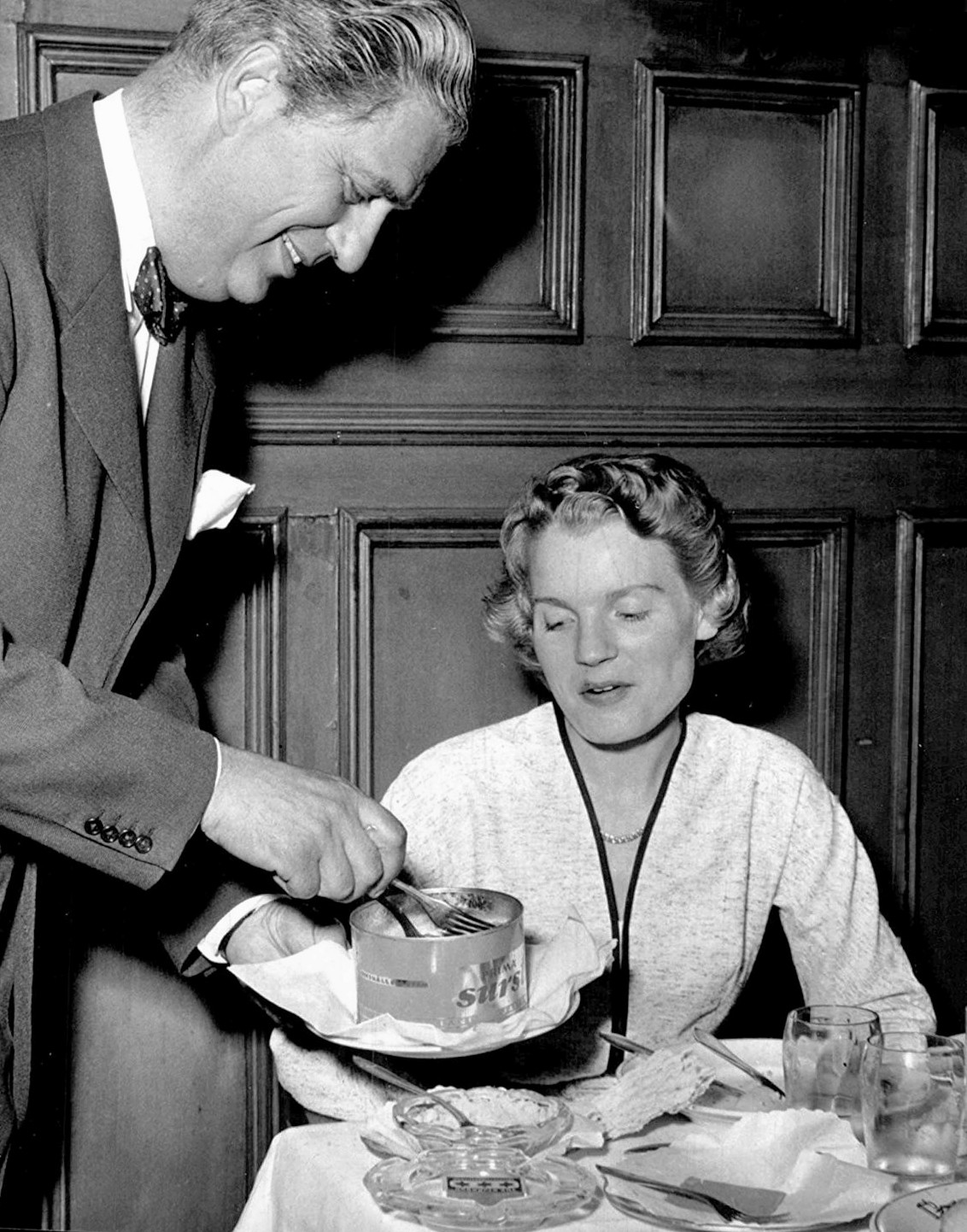
Källarmästarn Gunnar Wiberg serverar surströmming.

Restaurangen grundades 1867 som biljardsalong av fanjunkaren Sven Gustaf Högberg på Fredsgatan 9 i kvarteret Rosenbad. Då så kallade schweizerier var på modet döptes restaurangen snart om till Rosenbads Schweizeri, trots att inga konditorivaror serverades.
År 1891 såldes schweizeriet till tenngravören och ingenjören Bror Axel Santesson som tillhörde tenngjutarsläkten Santesson och dekorerade krogen med många vackra tennpjäser, varvid stället fick smeknamnet Tennstopet. Närheten till Konstakademin, som låg på andra sidan gatan, gjorde att många konstnärer och konstnärsstuderande hade krogen som sitt stamställe. 
År 1893 köpte Stockholms stads sparbank in tomten och huset där schweizeriet låg för att riva och bygga ett modernt bankpalats. Krogen flyttade därför 1895 till Vattugatan 8 (som på den tiden hette Stora Vattugatan, i kvarteret Hägern mindre) i Klarakvarteren, mitt i den miljö som allt mer kommit att präglas av tidningshus och bohemer. Namnet Tennstopet blev nu officiellt. På Tennstopet bildades klubbar bland journalister och konstnärer. En av dem, "Klubben Axlarne", gav ut en egen humoristisk tidning som hette "Tennstopet Ett Mittnadsblad". Bladet trycktes i 50 exemplar och kom ut 1898.
Santessons efterträdare, O. Johansson, försökte att döpa om Tennstopet till "Restaurang och Café Monopol" (eftersom Hotel Monopol låg i huset) men namnbytet var inte lyckat och restaurangen gick i konkurs. Den nye ägaren, Thorsten Videlius, köpte 1904 konkursboet för 22 000 kronor och tog tillbaka det gamla namnet med tillägg "Källaren".
Tennstopet kom här liksom caféet Tysta Mari att bli en mötesplats för journalister från de tidningsredaktioner som tidigare låg i de omgivande Klarakvarteren. Konstnärerna blandades nu med tidningsfolk, författare och poeter. Bland stamgästerna fanns Slas, Beppe Wolgers, Cornelis Vreeswijk, Pär Rådström, Lars Forssell, Vilhelm Moberg och Fritiof Nilsson Piraten när han gästade Moberg i Stockholm. Expressens förste chefredaktör, Ivar Harrie, hade ett eget bord. Stamgästerna hade också en egen orden, kallad "Kommendör af Tennstopet". 
Thorsten Videlius avled 1920 och hans änka tog över rörelsen under de påföljande fem åren. Därefter sålde hon restaurangen till en av delägarna i vinhandlarfirman Grönstedt & Co. Nästa ägare var Gunnar Wiberg, som övertog Tennstopet 1953. Han var utbildad källarmästare, bland annat i Frankrike och vidareutvecklade stället. Liksom tidigare var surströmmingen en av årets kulinariska höjdpunkter, samtidigt som husmanskosten fick en framskjuten plats på menyn. Restaurangens lokaler inredde han efter förebilder från England och samtidigt infördes dartspel på svenska krogar.

### Historiska bilder

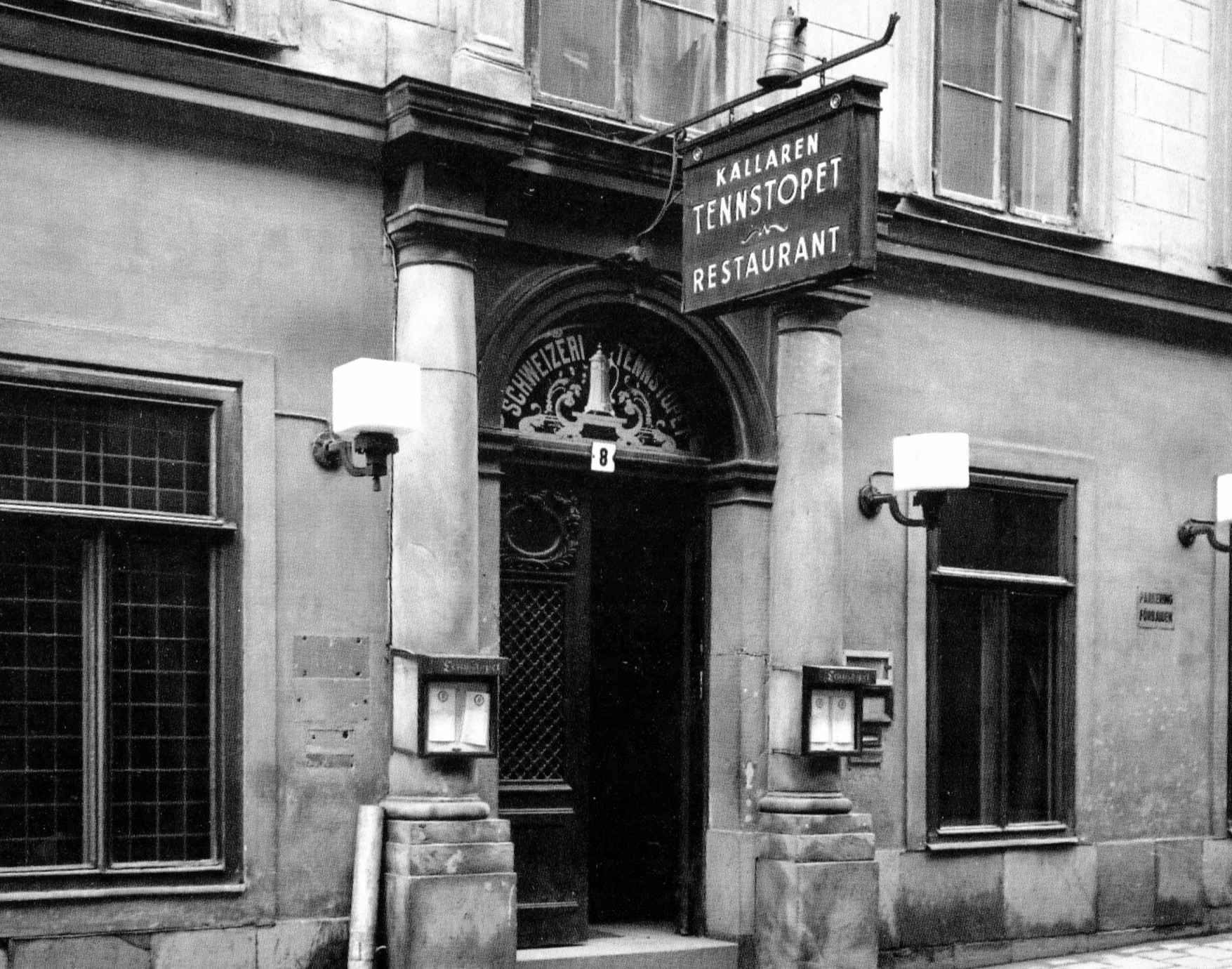
Entrén från Vattugatan.
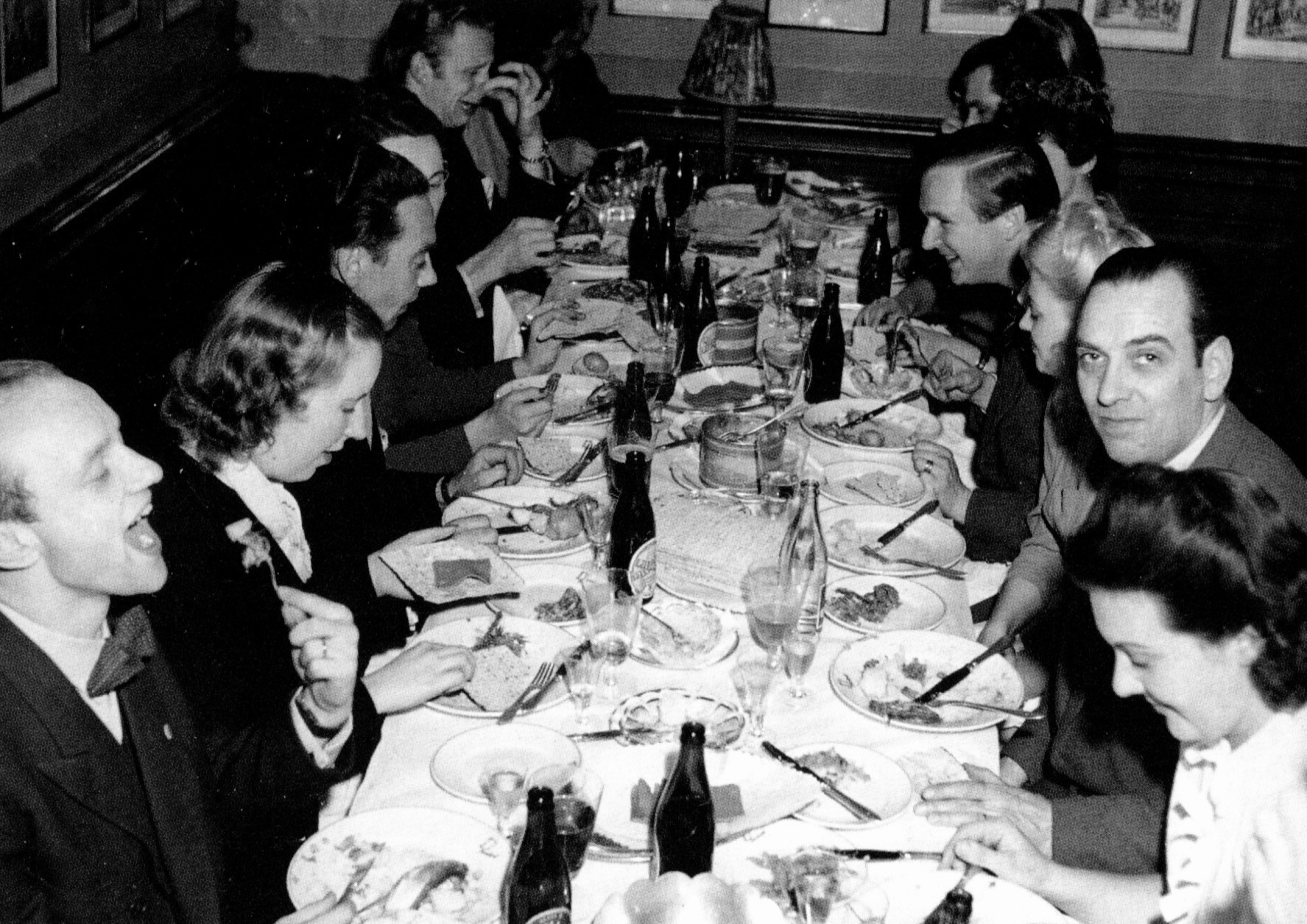
Ensemblen på Casinoteatern på Tennstopet, t.h. syns Gösta Bernhard, 1946.
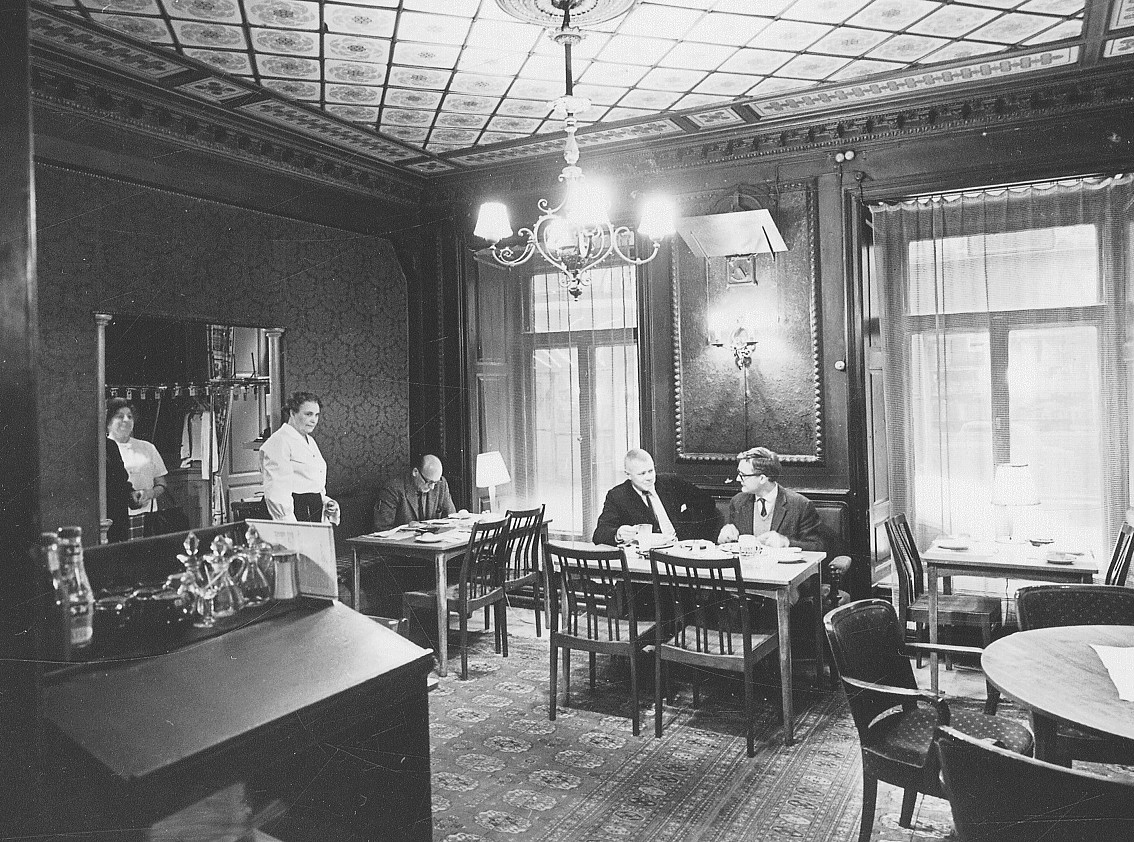
Tennstopets interiör 1965.
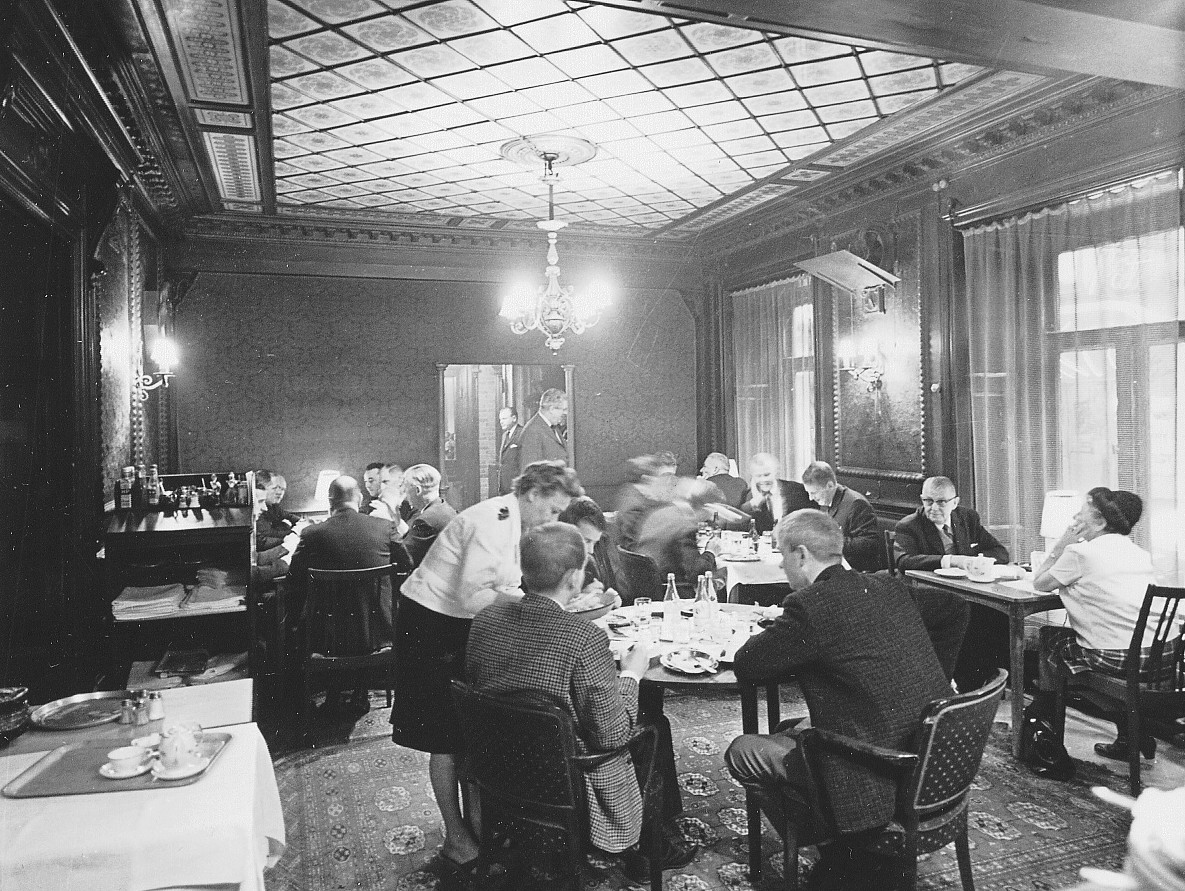
Tennstopets interiör 1965 kort innan rivningen.

### Tennstopet, Vasastaden

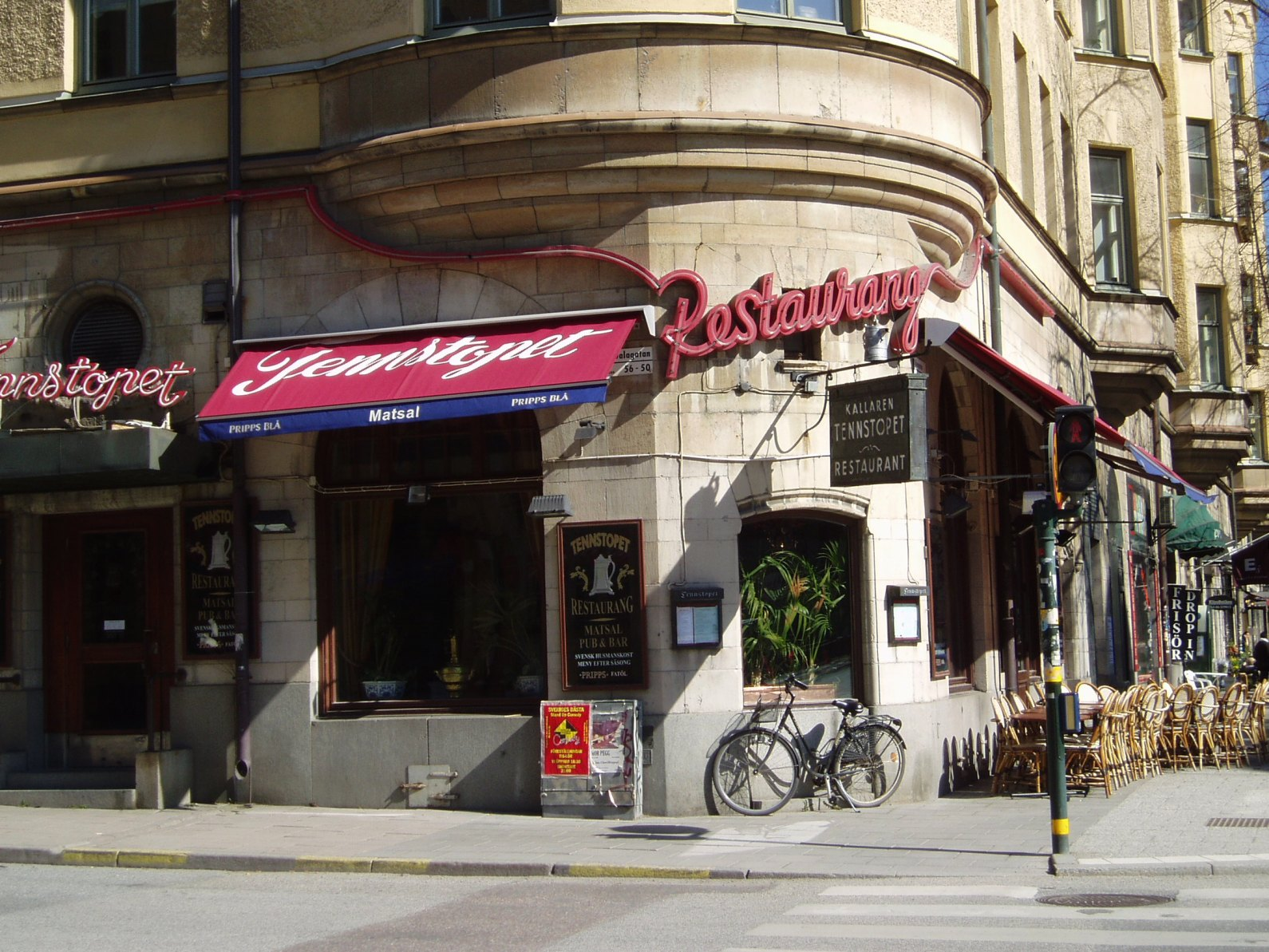
Restaurant Tennstopet, 2009.

I och med Norrmalmsregleringens stora omdaning av Klarakvarteren tvingades Tennstopet än en gång ut ur lokalerna 1965. Stockholms-Tidningen skaldade: "Nu går Stopet i stöpet". Gunnar Wiberg gav dock inte upp. Hela inredningen packades ned och magasinerades fram till dess att man samma år hittat en ny adress i Vasastan på nuvarande Dalagatan 50, där den byggdes upp för att efterlikna gamla Tennstopet så mycket som möjligt. Exempelvis lyckades man flytta över den gamla restaurangskylten "Källaren Tennstopet – Restaurant" med ett tennstop ovanpå. I matsalen återfinns den gamla halvrunda glasskylten från huvudentrén på Fredsgatan med texten "Schweizeri Tennstopet". Wiberg sålde Tennstopet 1971 till Bror Björud, vars dotter Monica och svärson Gunnar Ekdahl driver stället sedan dess. 
IB-agenten Donald Forsberg berättade i Expressen 2009 att han satt och spanade på Arne Lemberg, Jan Guillou och andra journalister på Tennstopet. Där försökte sovjetiska spioner fiska efter nya agenter. Guillou utsattes för värvningsförsök av KGB 1967, men det var på Sovjetiska ambassaden.